# Wrong Planet
Wrong Planet (também conhecido por wrongplanet.net, sua URL) é uma comunidade virtual feita para pessoas com Síndrome de Asperger e casos de autismo. O portal foi desenvolvido por Alex Plank e Dan Grover em 2004, e possui uma sala de bate-papo, fórum, uma seção de namoro, e artigos sobre a Síndrome de Asperger no cotidiano. O rodapé do site afirma que a organização é dirigida por Alex Plank. Em maio de 2014, o site tinha mais de oitenta mil usuários registrados.